# Louis Tronnier
Louis Tronnier (Braunschweig, 21 novembre 1897 – Mosca, 27 gennaio 1952) è stato un generale tedesco della Wehrmacht durante la seconda guerra mondiale.

## Biografia
Ufficiale la prima e la seconda guerra mondiale, Louis Tronnier venne catturato dalle forze sovietiche durante la seconda offensiva di Jassy–Kishinev nell'agosto del 1944. Morì il 27 gennaio 1952 nel campo di prigionia di Woikowo presso Mosca.